# 713.ª Divisão de Infantaria (Alemanha)
A 713ª Divisão de Infantaria (em alemão:713. Infanterie-Division) foi uma unidade militar que serviu no Exército alemão durante a Segunda Guerra Mundial.

## Comandantes
| Comandante              | Data                                      |
| ----------------------- | ----------------------------------------- |
| Generalmajor Franz Fehn | 3 de maio de 1941 - 15 de janeiro de 1942 |

## Oficiais de operações
| Hauptmann Paul-Georg Herrmann         | maio de 1941 - dezembro de 1941 |
| Oberleutnant Friedrich-Wilhelm Goetze | janeiro de 1942                 |

## Área de operações
| Alemanha              | maio de 1941 - setembro de 1941    |
| Sul da Grécia & Creta | setembro de 1941 - janeiro de 1942 |